# 10637 Heimlich
10637 Heimlich (1998 QP104) là một tiểu hành tinh vành đai chính được phát hiện ngày 26 tháng 8 năm 1998 bởi E. W. Elst ở Đài thiên văn Nam Âu.